# 트롤 (가운데땅)
가운데땅의 트롤(Middle-Earth Troll)은 J. R. R. 톨킨의 판타지 소설 가운데땅시리즈에 등장하는 트롤이다. 엔트가 타락하여 만들어진 종족이다.